# 731
Năm 731 trong lịch Julius.